# Staatsgefangener
Staatsgefangener ist die frühere Bezeichnung für solche Gefangene, die wegen verbrecherischer, gegen die Regierung eines Staates unternommener oder wenigstens politisch gefährlicher Handlungen inhaftiert oder anderweitig festgesetzt wurden. Ein prominenter Staatsgefangener war Nelson Mandela in Südafrika.
Die Inhaftierung konnte als Bestrafung oder als unschädlich machende Vorsichtsmaßnahme erfolgen. Der Schwerpunkt des Begriffs lag in der Zulässigkeit der Inhaftierung ohne gesetzlichen Grund und richterliche Anordnung oder Verfügung. Meyers Enzyklopädie von 1888 schrieb dazu: Staatsgefangene sind  Gefangene, welche nicht wegen eines begangenen Verbrechens durch gerichtliches Urteil der Freiheit beraubt waren, sondern die man eingekerkert hatte, weil es das Interesse des Staats oder Fürstenhauses zu fordern schien.
Dagegen bezeichnete der Ausdruck Staatsgefängnis im österreichischen Strafgesetz von 1899 diejenige Art der Freiheitsstrafe, die im deutschen Strafrecht Festungshaft hieß. Diese Gefangenen wurden später ebenfalls Staatsgefangene genannt. Voraussetzung für die Festungshaft war, neben der Ehrenhaftigkeit der Person, eine Tat, die nicht als Verbrechen galt. „Im preußischen Strafgesetzbuch von 1851 ist die Festungshaft ohne nähere Begründung durch die ihr sachlich entsprechende Einschließung ersetzt, die aber nur bei bestimmten Delikten (Duell und politischen Verbrechen) angedroht ist. Die Einschließung ist Sonderstrafe bei Delikten, bei denen regelmäßig ehrbare Motive zur Tat geführt haben.“ Später war in § 20 RStGB für die Verhängung von Festungshaft eine „ehrbare Gesinnung“ Voraussetzung. Nach diesem Verständnis waren Staatsgefangene Gesinnungs- und Überzeugungstäter.
Nach dem humanitären Völkerrecht sind Kriegsgefangene keine Gefangenen ihrer direkten Gegner, sondern Staatsgefangene: „Sie unterstehen der Gewalt der gegnerischen Macht, deren Soldaten sie gefangengenommen haben (Gewahrsamsstaat). Der Gewahrsamsstaat ist für die Behandlung der Kriegsgefangenen verantwortlich (3 12 Abs. 1).“

## Beispiele in der Geschichte

### Mann mit der Eisernen Maske
Der Mann mit der Eisernen Maske war ein unbekannter französischer Staatsgefangener Ludwigs XIV., der erst südwestlich von Turin in Pinerolo, dann auf der Insel Sainte-Marguerite bei Cannes, seit 1698 in der Bastille gefangen gehalten wurde und hier am 19. November 1703 starb. Er trug stets eine schwarze Samtmaske.

### Lucien Bonaparte (1775–1840)
Lucien Bonaparte, der zweite Bruder Napoleons, stellte sich gegen die monarchischen Tendenzen seines Bruders und verbrachte einen großen Teil seines Lebens im Exil. Die Jahre zwischen 1810 und 1814 verbrachte er als Staatsgefangener der Briten in England.

### Gräfin Cosel
Der polnische König und sächsische Kurfürst August der Starke ließ die Gräfin Cosel 1716 als Staatsgefangene nach Stolpen bringen. Auf der Burg Stolpen blieb sie bis zu ihrem Tod 1765 in Haft.

### Micheli du Crest
Der Genfer Physiker Micheli du Crest verfasste als Staatsgefangener auf der Festung Aarburg die 1745 gezeichnete und 1755 in Kupfer gestochene Alpenansicht Prospect geometrique des montagnes neigées, dittes Gletscher. Es gilt als erstes wissenschaftliches Alpenpanorama. Im Juni 1754 entwarf er ein erstes Konzept zur Landesvermessung der Schweiz. Von seinem Gefängnis aus versuchte er, die Höhen von rund 40 fernen Alpengipfeln zu bestimmen.

### Rudolf Heß
Am 11. Mai 1941 war Rudolf Heß, Stellvertreter Adolf Hitlers, mit dem Fallschirm über Schottland abgesprungen. In seiner selbstgewählten Mission sprach er mit dem britischen Premierminister Winston Churchill. „Die deutsche Erklärung, Heß habe den Flug in geistiger Umnachtung durchgeführt, kam der britischen Absicht entgegen, den prominenten Staatsgefangenen der öffentlichen Diskussion zu entziehen und für spätere politische Einsätze in der Hinterhand zu behalten. Denn die britische Diplomatie hatte sofort die Chancen erkannt, die sowjetische Seite mit ihrem Gefangenen zu schrecken und zu besserer Kooperation entsprechend den eigenen Vorstellungen zu zwingen.“ Rudolf Heß wurde später als Staatsgefangener der Alliierten in Berlin inhaftiert. Außer ihm waren in Berlin-Spandau Albert Speer und Baldur von Schirach inhaftiert. Diese beiden Staatsgefangenen kamen 1966 frei.

### Adriano Sofri
Der italienische Intellektuelle und Revolutionär der 68er-Bewegung Adriano Sofri – Gründer von Lotta Continua – wurde zu 22 Jahren Haft verurteilt und ist während seiner Inhaftierung zu einem der wichtigsten zeitgenössischen Autoren Italiens geworden. Seine Verurteilung habe sich auf widersprüchliche Indizien und einen obskuren Kronzeugen gestützt. Viele, die sich mit seinem Fall befassten, hielten diesen Staatsgefangenen für unschuldig.